# Fagonia indica
Fagonia indica là một loài thực vật có hoa trong họ Zygophyllaceae. Loài này được Burm.f. miêu tả khoa học đầu tiên năm 1768.